# Taino (Italia)
Taìno (Taìn in dialetto varesotto) è un comune italiano di 3 580 abitanti della provincia di Varese in Lombardia.

## Geografia fisica
Taino insieme alla frazione di Cheglio si sviluppa lungo le prime alture o colline delle Prealpi Lombarde li dove termina la grande Pianura Padana e gradatamente il territorio si fa collinare e, a mano a mano che sale verso nord, contribuisce a formare le Alpi.
Il paese si trova nel Basso Verbano, sulla sponda sud-orientale del lago Maggiore, da cui dista pochi chilometri, in particolare dove il lago, che inizia a mutare la sua morfologia, termina e sfocia nel Ticino.
Il suo territorio è circondato completamente solo da due comuni: Sesto Calende e Angera.
Taino può essere definito una splendida terrazza naturale sul lago Maggiore.

## Storia
Il nome Taino deriva forse dal celtico Ta (buono) e Vyn (vino), cioè terra del buon vino, o dal nome gentilizio romano Taginus. Gli insediamenti più antichi risalgono al Neolitico, fu poi residenza di popolazioni galliche e infine romane. Nel Medioevo faceva parte della Pieve di Angera e proprietà della mensa arcivescovile di Milano.
Nel XVI secolo, dopo una lunga diatriba con la curia milanese, divenne feudo dapprima della famiglia Marino e, a seguito del matrimonio dell'ultima discendente di quella famiglia con Alessandro Serbelloni, ai discendenti di quest'ultimo, i quali mantennero i possedimenti tainesi fino all'inizio del Novecento. 
La frazione di Cheglio fu annessa al comune per la prima volta da Napoleone, e poi definitivamente confermata dagli austriaci nel 1822.
Nel 2020, a seguito della diffusione della pandemia di COVID-19, due agenti di polizia locale in organico presso Taino realizzarono un piccolo videoclip che venne incluso all'interno del video musicale We Are Warriors della cantante canadese Avril Lavigne.

### Simboli
Lo stemma e il gonfalone sono stati concessi con decreto del presidente della Repubblica del 2 marzo 1954.
L'unicorno è uno dei simboli della famiglia Borromeo. Nel bozzetto ufficiale che accompagna il decreto di concessione è disegnato coronato, invece che collarinato come riportato nella blasonatura, anche se nell'impresa dei Borromeo l'unicorno porti effettivamente una corona intorno al collo. Nella seconda partizione l'albero di sorbo è probabilmente un omaggio alla famiglia dei Serbelloni che lo portavano nel loro stemma sostenuto da due grifoni rossi.
Il gonfalone è un drappo partito di rosso e di bianco.

Gonfalone

## Monumenti e luoghi d'interesse

### Architetture religiose
- Chiesa di Santo Stefano Protomartire che conserva un campanile romanico di origine medievale
- Chiesa di Sant'Eurosia[10]

#### Oratori di Cheglio
- Resti della chiesa di San Damiano, di origine medievale[11]
- Chiesa di San Giovanni Battista detta di Cheglio, al cui interno conserva un dipinto attribuito al Cerano[12].

### Architetture civili

#### Villa Crivelli Serbelloni
La villa è il risultato di una rielaborazione di precedenti strutture fortificate di origine tardomedievale. Realizzata a cavallo tra i secoli XVI e XVII, la rielaborazione fu commissionata da Alessandro Serbelloni. A un'epoca posteriore risale invece la realizzazione della loggia posta in cima alla torre che svetta da un lato della villa. La dimora è inserita in un ampio parco, in parte progettato secondo gli schemi del romanticismo.

#### Altre architetture civili
- Ghiacciaia del Marchese[13]

### Aree naturali

#### Parco Comunale
Il Parco di Taino è stato realizzato nel 1991 su progetto dell’artista Giò Pomodoro, autore della scultura "Il Luogo dei quattro punti cardinali" situata al centro del parco. Il parco è un grande spazio verde al centro del paese proteso verso il lago Maggiore e il Monte Rosa, che incanta il visitatore per il suo unico e suggestivo panorama. Il monumento "Il luogo dei quattro punti cardinali" di Giò Pomodoro è un'opera realizzata in granito bianco, grigio e rosa, acqua e ferro, che celebra solstizio d’estate. Essa ha al centro l’alto pilastro-gnomone (8,64 m dal piano di calpestio), che, proprio alla data del 21 giugno a mezzogiorno, cattura attraverso una fessura tagliata al suo interno e segnalata in marmo nero sulla superficie, i raggi del sole e li proietta sul pilastro caduto, nel punto indicato su una tacca. In quel giorno il sole, che si trova sull’allineamento nord-sud dietro al pilastro, oscura con l’ombra di quest'ultimo il monolite orizzontale dal puntale piramidale in bronzo, tranne che per una porzione scavata nella tacca che resta illuminata per breve tempo, segnalando il solstizio d’estate.

## Società

### Evoluzione demografica
- 387 nel 1750
- 520 nel 1805
- 1 145 dopo annessione di Cheglio, Lisanza e Lentate nel 1809
- 1 214 nel 1853
- 1 249 nel 1861

Abitanti censiti

## Sport

### Calcio
La principale squadra di calcio della città è l'A.S.D. Taino, la cui storia s'è integralmente dipanata nelle divisioni dilettantistiche locali.

### Ciclismo
A Taino si trova il "Tainenberg" o "muro di Taino". Si tratta di una salita molto breve (180 metri) ma ripida (pendenza media dell'11% e massima del 16%) e con fondo acciottolato, resa popolare tra gli appassionati locali dalla manifestazione cicloturistica Varese Van Vlaanderen. Il nome "Tainenberg" è ricalcato su quelli dei "muri" in pavé del Giro delle Fiandre a cui la manifestazione si ispira.